# Николаевский, Виктор Николаевич
Виктор Николаевич Николаевский (1935-2022) — советский и российский геолог, геомеханик, лауреат премии имени И. М. Губкина (2013).

## Биография
Родился 12 февраля 1935 года в Москве.
В 1957 году — окончил Московский институт нефти имени И. М. Губкина, а в 1958 году — механико-математический факультет МГУ.
В 1961 году — защитил диссертацию на соискание ученой степени кандидата физико-математических наук.
В 1965 - 1982 годах — старший научный сотрудник Спецсектора ИФЗ АН СССР.
В 1966 году — защитил диссертацию на соискание ученой степени доктора технических наук, и ему присвоено учёное звание профессора.
Постдок Университета Джонса Хопкинса (США, 1974).
Создал лабораторию геомеханики (№ 104) и заведовал ею с 1992 по 2005 годы.
С 1996 по 1997 годы — работал в Международной комиссии по геомеханике, инспектировавшей устойчивость и экологию атоллов ядерного полигона Франции в Тихом океане, а затем — в отделе гидродинамики Института механики АН СССР.
Вел совместные научные разработки во ВНИИпромтехнологии, МИФИ, в РГУ им. И. М. Губкина, в ИПНГ РАН, «Лукойле», а также в международных нефтяных компаниях — «Арко», «Шелл», «Аджип» и «Шлюмберже».
Член редколлегии международного журнала «Transport in porous media».
Умер 10 февраля 2022 года. Прощание состоялось 14 февраля в Хованском крематории.

## Научная деятельность
Опубликовал более 250 научных работ.
Основные научные результаты относятся к математическому моделированию природных и технологических процессов по разделу наук о Земле.
Разработал теории ускоренного переноса примесей в подземных потоках, механики нефтегазовых пластов, выноса песка из скважин, течений газоконденсатной смеси, сейсмики насыщенных горных массивов, дилатансии — в теории подземного взрыва и строительства, теория трещиноватой расслоенности земной коры, теория мезо — масштабной турбулентности, нелинейной сейсмологии, теории тектонических волн (включающих повороты в системе блоков коры), основы теории вибровоздействия на нефтеотдачу пласта.
Окончательно оформил и развил динамику поронасыщенных сред, получившей название теории Френкеля-Био-Николаевского.

## Педагогическая деятельность
Преподавал в МИСИ, Московском Нефтегазовом Университете Губкина, в МФТИ.
Подготовил 40 докторов и кандидатов наук.
В течение 15 лет был экспертом ВАК.
Читал лекции в университетах за рубежом.

## Награды, признание
- Член Национального Комитета России по теоретической и прикладной механике (с 1972 года)
- Член Общества инженеров – нефтяников США
- С 1993 года — академик РАЕН.
- Премия имени И. М. Губкина (2013) — за авторский сборник «Геомеханика»
- его именем назван «хаос по Николаевскому», а также уравнения его имени